# Ilyarachna acarina
Ilyarachna acarina is een pissebed uit de familie Munnopsidae. De wetenschappelijke naam van de soort is voor het eerst geldig gepubliceerd in 1959 door Menzies & Barnard.